# Micrathyria eximia
Micrathyria eximia is een libellensoort uit de familie van de korenbouten (Libellulidae), onderorde echte libellen (Anisoptera).
De wetenschappelijke naam Micrathyria eximia is voor het eerst geldig gepubliceerd in 1897 door Kirby.